# Stella Brooks

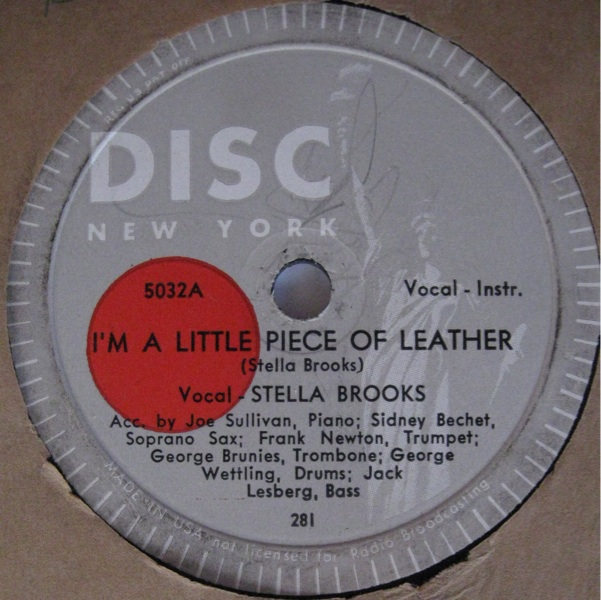
78er von Stella Brooks: „I'm a Little Piece of Leather“

Stella Brooks (* 24. November 1915 in Seattle; † 13. Dezember 2002 in San Francisco) war eine US-amerikanische Jazz-Sängerin. 

## Leben
Stella Brooks wuchs in San Francisco auf und begann dort in den 1930er Jahren eine Karriere als Sängerin. 1937 ging sie nach New York; dort entstanden ihre bekanntesten Aufnahmen, bei denen sie u. a. von Sidney Bechet, Frank Newton, George Brunies, George Wettling und Joe Sullivan begleitet wurde. Ihr erfolgreichster Song war „(I'm) A Little Piece of Leather“; weitere bekannte Titel dieser Zeit waren „As Long as I Live, I'll Never Be the Same“ sowie „Ballin' the Jack“. Sie erschienen auf ihrem Album Songs of the 1940s. Danach ging sie wieder nach San Francisco zurück und schlug sich mit kurzen Filmauftritten (u. a. als Double für Elizabeth Taylor) und als Friseuse durch.
In ihrem unkonventionellen Stil betrachtete sie sich eher als Diseuse denn als Sängerin. Sie galt in den vierziger Jahren auch als „weiße Billie Holiday“. Für Billie Holiday war sie Angaben der Jazzzeitung (11/2003) zufolge die einzige weiße Sängerin: „die ich mir gerne anhöre.“

## Diskografie (Auswahl)
- Stella Brooks, Greta Keller: Diverse Songs and Moods of the 1940s. Folkways Records, New York 1981 (die Originalaufnahmen initiierte Moses Asch).